# Цыпленков, Евгений Андреевич
Евгений Андреевич Цыпленков (16 февраля 1920 — 26 июня 1988) — командир взвода 68-го отдельного инженерного батальона 46-й армии Степного фронта, старший лейтенант. Герой Советского Союза.

## Биография
Родился 16 февраля 1920 года в городе Петроград в семье служащего. Член ВКП(б)/КПСС с 1943 года. Окончил техникум. Работал техником-механиком на авторемонтном заводе.
В Красной Армии с 1938 года. Участник советско-финской войны 1939—1940 годов. В 1941 году окончил Днепропетровское военное инженерное училище. На фронте в Великую Отечественную войну с 1941 года.
Командир взвода 68-го отдельного инженерного батальона старший лейтенант Евгений Цыпленков при форсировании реки Днепр 26 сентября 1943 года в районе села Сошиновка Верхнеднепровского района Днепропетровской области Украины на пароме переправил на правый берег десять орудий с расчётами и боеприпасами.
Указом Президиума Верховного Совета СССР от 22 февраля 1944 года за образцовое выполнение боевых заданий командования на фронте борьбы с немецко-вражеским захватчиками и проявленные при этом мужество и героизм старшему лейтенанту Цыпленкову Евгению Андреевичу присвоено звание Героя Советского Союза с вручением ордена Ленина и медали «Золотая Звезда».
С 1948 года капитан Е. А. Цыпленков — в запасе. Жил в Ленинграде. До ухода на заслуженный отдых работал на заводе. Умер 26 июня 1988 года. Похоронен в Санкт-Петербурге на Северном кладбище.
Награждён орденами Ленина, Отечественной войны 1-й степени, Красной Звезды, медалями.